# Moustapha Agnidé
Idrissou Moustapha Agnidé est un joueur de football béninois né à Ifangni le 31 décembre 1981.

## Biographie
Il commence sa carrière footballistique avec les Dragons de l'Ouémé jusqu'en 2000 avant de s'engager avec l'un des plus grands clubs Béninois; il s'agit du Mogas 90 FC. En 2001, il part pour le morbihan et s'engage avec le FC Lorient pour jouer avec l'équipe réserve. Puis en 2004, il est repéré par Stéphane Le Mignan, l’entraîneur du Vannes OC et joue 1 an avec le VOC. 
En 2005, il part pour l'AS Vitré où il est considéré comme un élément clé de l'équipe. De 2008 à 2009, il joue avec le Quimper Cornouaille FC avant de retourner dans le morbihan avec la GSI Pontivy. Depuis 2010, il joue avec le Saint-Colomban Locminé, club alternant entre la Division d'honneur et le CFA 2. 
Le 8 janvier 2012, il fait partie de l'équipe alignée en Coupe de France contre le Paris Saint-Germain (défaite 2 - 1). Il est remplacé à la 48e minute de jeu pour cause de blessure après un coup reçu en 1re période.
Depuis 2002, il joue avec l'Équipe du Bénin de football. Il fait partie de l'équipe retenue pour disputer la Coupe d'Afrique des nations de 2004.